# بئر گال
بَئْرِ گال تپه‌ای باستانی مربوط به دورهٔ ساسانی است که در حومهٔ جنوب غربی شهر گراش قرار دارد. آثار و بناهایی که از گذشته در اطراف این تپه به جا مانده‌اند و قدمت برخی از آن‌ها به چهارصد سال پیش می‌رسد، نشان‌دهندهٔ وجود آبادی‌ها و سکونت‌گاه‌های مردمانی است که احتمالاً ساکنان نخستین گراش بوده‌اند. بنا بر گفته‌ها، ساکنان این منطقه پیرو دین زرتشتی بوده‌اند. این تپه و محوطه‌های اطراف آن در ۲۲ اردیبهشت ۱۳۹۵ به عنوان چهاردهمین اثر در شهرستان گراش به ثبت ملی رسید.